# 외남면
외남면(外南面)은 대한민국 경상북도 상주시의 면이다.

## 개요
삼국시대에는 외남면은 사벌국에 속하여 조선시대 내남면으로 불리다가 1914년 상주군 외남면, 1995년 상주시 외남면으로 행정구역 개편되었다. 인구와 가구수는 858세대 1,978명(2012.3.31)이다. 외남면은 시청소재지에서 서남쪽 9km에 위치해 있다. 면적은 33.2km2(농경지 927ha, 임야 2,055ha, 기타 340ha)이고, 지역내 내륙에 위치해 있어 대륙성 기후에 접근하고 있으며, 연평균기온은 12~13°C정도이며, 연간 강우량은 1,088mm정도이다.

## 특성
동쪽은 청리면, 남쪽은 공성면, 북동쪽은 무양동, 서쪽은 내서면과 접한다. 북부·서부·남부는 해발고도 500m 내외의 산지로 이루어지고 하천은 저지인 동부로 흘러서 남천으로 유입한다.
사과, 복숭아 등 과수 재배가 많으며, 특히 감 생산이 많아 2005년 9월 『전국 최초 곶감특구지역』으로 선정 양질의 곶감을 생산하고 있다.
상주곶감공원이 소은리에 위치하고 있으며 750년된 감나무가 있고 2010년부터 12월이 되면 곶감축제도 열리고 있다.
무양동과 공성면을 잇는 지방도(지방도 제997호선)가 국도(국도 제3호선)와 연결되고, 동쪽에 위치한 청리면의 청리역을 이용할 수 있어 교통이 편리한 편이다.
2007년 11월 서산영덕고속도로 개통으로 남상주IC가 인접해 있다.

## 행정 구역
외남면의 행정 구역은 8법정동 16행정리로 구성되어있다.
- 구서리
- 소상리
- 신촌리
- 송지리
- 신상리
- 흔평리
- 소은리
- 지사리

## 역대 면장
- 1대 박인수 (미상 ~ 미상)
- 2대 이성하 (미상 ~ 미상)
- 3대 정동삼 (1936.9.29 ~ 미상)
- 4대 손병천 (1936.9.28 ~ 1945.8.14)
- 5대 정동해 (1945.8.15 ~ 1946.4.28)
- 6대 고상철 (1947.1.1 ~ 1949.12.30)
- 7대 고상철 (1950.1.1 ~ 1956.8.8)
- 8대 송종현 (1956.8.9 ~ 1960.11.6)
- 9대 송종현 (1960.12.27 ~ 1961.6.23)
- 10대 김기욱 (1961.6.24 ~ 1962.7.20)
- 11대 안정조 (1962.8.12 ~ 1963.8.11)
- 12대 성선환 (1963.8.12 ~ 1966.12.14)
- 13대 박원달 (1966.12.15 ~ 1968.3.31)
- 14대 김창걸 (1968.4.1 ~ 1970.12.21)
- 15대 손장형 (1970.12.22 ~ 1972.9.5)
- 16대 서동열 (1972.9.6 ~ 1974.3.15)
- 17대 강남식 (1974.3.16 ~ 1976.1.13)
- 18대 성원환 (1976.1.14 ~ 1976.3.18)
- 19대 곽용석 (1976.3.19 ~ 1976.11.28)
- 20대 이수섭 (1976.11.29 ~ 1978.1.4)
- 21대 손길상 (1978.1.5 ~ 1979.8.13)
- 22대 이석덕 (1979.8.14 ~ 1980.7.14)
- 23대 이준건 (1980.7.15 ~ 1982.2.7)
- 24대 김경달 (1982.2.8 ~ 1983.12.30)
- 25대 김영환 (1983.12.31 ~ 1986.8.24)
- 26대 김영배 (1986.8.25 ~ 1986.10.21)
- 27대 김태규 (1986.11.1 ~ 1988.6.10)
- 28대 최용민 (1988.6.11 ~ 1989.6.30)
- 29대 김응환 (1989.7.1 ~ 1991.12.31)
- 30대 정재순 (1992.1.1 ~ 1994.3.31)
- 31대 김환영 (1994.11.8 ~ 1996.7.10)
- 32대 차완식 (1996.7.11 ~ 1997.2.1)
- 33대 김영욱 (1997.2.3 ~ 2000.2.8)
- 34대 조재호 (2000.2.9 ~ 2003.8.24)
- 35대 김동선 (2003.8.25 ~ 2005.9.4)
- 36대 이재균 (2005.9.5 ~ 2007.2.27)
- 37대 김학만 (2007.2.28 ~ 2009.6.30)
- 38대 최건수 (2009.7.1 ~ 2010.8.16)
- 39대 박상우 (2010.8.17 ~ 2011.6.30)
- 40대 채영준 (2011.7.1 ~ 2012.1.19)
- 41대 서수호 (2012.1.20 ~ 2013.7.21)
- 42대 황원모 (2013.7.22 ~ 2013.12.31)
- 43대 안희성 (2014.1.1 ~ 2015.1.14)
- 44대 정성호 (2015.1.15 ~ 2015.7.12)
- 45대 조중래 (2015.7.13 ~ 2016.6.30)
- 46대 조용문 (2016.7.1 ~ 2018.7.17)
- 47대 김동혁 (2018.7.18 ~ 2019.12.31)
- 48대 조성만 (2020.1.1 ~ 2020.12.31)
- 49대 강인대 (2021.1.1 ~ 2022.6.30)
- 50대 강주환 (2022.7.1 ~ 2023.12.31)
- 51대 김상영 (2024.1.1 ~ 현재)

## 학교
- 외남초등학교
- 외남초등학교 병설유치원

## 관공서
- 외남면행정복지센터
- 외남치안센터
- 외남보건지소 (신상리, 소은리, 구서리)
- 외남우체국

## 은행
농협

## 마트
하나로마트

## 주유소
NH-OIL 농협주유소